# Kupiertes Gelände
Kupiertes Gelände (wörtlich „eingeschnittes Gelände“, von französisch couper ‚schneiden, einschneiden‘) ist ein Terminus der Geodäsie, Topografie und Geomorphologie. Er bezeichnet ein Gelände oder Geländerelief, das nicht glatt verläuft, sondern steile oder tiefe Kleinformen bis zu einigen Metern Höhenunterschied aufweist. Auch kurzwellige Geländestufen können solches Terrain prägen.
Das Wort stammt aus dem süddeutschen Sprachraum bzw. der österreichischen Militärsprache, wo es u. a. für das Aufstellen von Gerätschaften oder die Suche nach Deckung im Gelände von Bedeutung ist. 
Außerhalb der wissenschaftlichen Fachsprache wird der Begriff im Ski- und Geländesport verwendet, z. B. von Freeridern oder Freeskiers, beim Slalom auf einer Buckelpiste („kupierte Skipiste“) oder beim Orientierungs-, Cross- und Traillauf. Je stärker durchfurcht das Gelände ist, desto abwechslungsreicher ist es für die Sportler. Freerider reizen Rinnen und Mulden mit ihren Möglichkeiten zu spontanen Sprüngen. Oft erscheint das Terrain Sportlern lawinensicher, doch große Lawinen können auch in Geländemulden gelangen. Senken und Tälchen werden so manchmal zu gefährlichen Fallen, in denen die Personen nach einem Lawinenniedergang tief verschüttet zu liegen kommen, so dass die Bergung schwierig wird.